# Svenska mästerskapen i längdskidåkning 2004
Svenska mästerskapen i längdskidåkning 2004 arrangerades i Skellefteå.

## Medaljörer, resultat

### Herrar
| Gren                    | Guld                                                                       | Guld                                                                       | Silver | Silver | Brons | Brons |
| 15 km (K)               | Anders Södergren                                                           | Östersunds SK                                                              |        |        |       |       |
| 30 km (K)               | Anders Södergren Mathias Fredriksson                                       | Östersunds SK Östersunds SK                                                |        |        |       |       |
| 50 km (F)               | Anders Södergren                                                           | Östersunds SK                                                              |        |        |       |       |
| Jaktstart (10 F + 10 K) | Anders Södergren                                                           | Östersunds SK                                                              |        |        |       |       |
| Sprint (F)              | Thobias Fredriksson                                                        | Östersunds SK                                                              |        |        |       |       |
| Stafett 3 x 10 km (F)   | Östersunds SK (Thobias Fredriksson, Anders Södergren, Mathias Fredriksson) | Östersunds SK (Thobias Fredriksson, Anders Södergren, Mathias Fredriksson) |        |        |       |       |
| Lagtävling 15 km        | Östersunds SK                                                              | Östersunds SK                                                              |        |        |       |       |
| Lagtävling 30 km        | Östersunds SK                                                              | Östersunds SK                                                              |        |        |       |       |
| Lagtävling 50 km        | Östersunds SK                                                              | Östersunds SK                                                              |        |        |       |       |
| Lagtävling Jaktstart    | Östersunds SK                                                              | Östersunds SK                                                              |        |        |       |       |

### Damer
| Gren                   | Guld                                                        | Guld                                                        | Silver | Silver | Brons | Brons |
| 5 km (K)               | Anna Dahlberg                                               | Åsarna IK                                                   |        |        |       |       |
| 15 km (K)              | Anna Dahlberg                                               | Åsarna IK                                                   |        |        |       |       |
| 30 km (F)              | Elin Ek                                                     | IFK Mora                                                    |        |        |       |       |
| Jaktstart (5 F + 10 K) | Elin Ek                                                     | IFK Mora                                                    |        |        |       |       |
| Sprint (F)             | Anna Dahlberg                                               | Åsarna IK                                                   |        |        |       |       |
| Stafett 3 x 5 km (K)   | Piteå Elit SK (Lina Andersson, Kina Swidén, Emelie Öhrstig) | Piteå Elit SK (Lina Andersson, Kina Swidén, Emelie Öhrstig) |        |        |       |       |
| Lagtävling 5 km        | Åsarna IK                                                   | Åsarna IK                                                   |        |        |       |       |
| Lagtävling 15 km       | Luleå Gjutaren                                              | Luleå Gjutaren                                              |        |        |       |       |
| Lagtävling 30 km       | Åsarna IK                                                   | Åsarna IK                                                   |        |        |       |       |
| Lagtävling Jaktstart   | Åsarna IK                                                   | Åsarna IK                                                   |        |        |       |       |

### Webbkällor
- Svenska Skidförbundet
- Sweski.com